# Zevgolateió
Zevgolateió (Zevgolatio, Zevgolateio) är en kommunhuvudort i Grekland.   Den ligger i prefekturen Nomós Korinthías och regionen Peloponnesos, i den sydöstra delen av landet, 80 km väster om huvudstaden Aten. Zevgolateió ligger 39 meter över havet och antalet invånare är 4 363.
Terrängen runt Zevgolateió är platt åt nordost, men åt sydväst är den kuperad. Havet är nära Zevgolateió åt nordost. Runt Zevgolateió är det ganska tätbefolkat, med 90 invånare per kvadratkilometer. Närmaste större samhälle är Korinth, 13,3 km öster om Zevgolateió. 